# Jacqueline Pacaud
Pour les articles homonymes, voir Pacaud.
Jacqueline Marie Louise Pacaud, née à Pantin (Seine-Saint-Denis) le 9 juin 1922 et morte à La Celle-Guenand (Indre-et-Loire) le 28 octobre 2012 , est une actrice française.

## Filmographie partielle
- 1936 : Le Mioche de Léonide Moguy
- 1937 : Gribouille de Marc Allégret
- 1937 : Les Perles de la couronne de Sacha Guitry
- 1937 : Le Chanteur de minuit de Léo Joannon
- 1937 : L'amour veille d'Henry Roussel
- 1937 : Les Dégourdis de la 11e de Christian-Jaque
- 1938 : Balthazar de Pierre Colombier
- 1938 : Les Gaietés de l'exposition d'Ernest Hajos
- 1938 : La Route enchantée de Pierre Caron
- 1938 : Altitude 3 200 de Jean Benoît-Lévy et Marie Epstein
- 1938 : Adrienne Lecouvreur de Marcel L'Herbier
- 1939 : Le Moulin dans le soleil de Marc Didier
- 1939 : Le Chasseur de chez Maxim's de Maurice Cammage
- 1941 : Saturnin de Marseille d'Yvan Noé
- 1953 : Le Gang des pianos à bretelles de Gilles de Turenne